# Karl Philipp von Wrede
Karl (o Carl) Philipp Josef, Prince von Wrede (pronunciación en alemán: /ˈvʁeːdə/; 29 de abril de 1767 – 12 de diciembre de 1838) fue un mariscal de campo de Baviera. Fue aliado de la Francia napoleónica hasta que negoció el Tratado de Ried con Austria en 1813. Posteriormente, Baviera se unió a la coalición.

## Primeros años
Von Wrede nació en Heidelberg, el más joven de los tres hijos de Ferdinand Josef Wrede (1722-1793), creado en 1791 como primer barón von Wrede, y esposa, casada el 21 de marzo de 1746 con Anna Katharina Jünger (1729–1804), con quien tuvo dos hijos más: la baronesa Luise von Wrede (23 de septiembre de 1748 – 9 de febrero de 1794), casada con Philipp, Baron von Horn (fallecido en 1834); y el barón Georg von Wrede (8 de diciembre de 1765 – 3 de abril de 1843), casado el 17 de enero de 1808 con Julie Zarka de Lukafalva (1781 – Osen, 1 de agosto de 1847), con quien tuvo descendencia.

## Carrera temprana
Fue educado para la carrera de funcionario civil bajo el gobierno del Electorado del Palatinado, pero al estallar la campaña de 1799 formó un cuerpo de voluntarios en el Palatinado y fue nombrado coronel. Este cuerpo excitó la alegría de los bien entrenados Austrians con los que sirvió, pero su coronel pronto lo puso en buenas condiciones, y se distinguió durante la retirada de Kray en Ulm. En la Batalla de Hohenlinden Wrede comandó una de las brigadas de infantería del Palatinado con crédito, y después de la paz de Lunéville fue nombrado teniente general en el Ejército bávaro, que estaba entrando en un período de reformas. Wrede pronto se hizo muy popular y se distinguió por oponerse a las invasiones austriacas de 1805.
Wrede participó en la campaña contra Prusia, ganando una distinción especial en la Batalla de Pułtusk. Pero la actitud de los franceses hacia las tropas bávaras y las acusaciones de looting contra sí mismo, despertó el temperamento fogoso del general, y tanto en 1807 como en 1809 la armonía exterior sólo se mantuvo por el tacto de Maximiliano I de Baviera, el rey de Bavaria.

## 1809

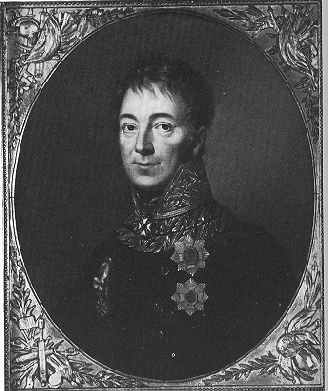
Karl Philipp von Wrede

En la Guerra de la Quinta Coalición, lideró la 2.ª División Bávara en el VII Cuerpo. Desempeñó un papel importante en la Batalla de Abensberg el 20 de abril de 1809. Por la mañana, sondeó la defensa austriaca de Joseph Radetzky en Siegenburg. Incapaz de avanzar, marchó con su división hacia el norte hasta Biburg y cruzó el Abens River. Desde Biburg, se trasladó a Kirchdorf y atacó a la Frederick Bianchi's brigada reforzada. Cuando los austriacos se retiraron, Wrede los persiguió agresivamente hasta Pfeffenhausen tarde esa noche. Dirigió el avance desde Pfeffenhausen y participó en la Batalla de Landshut el 21 de abril, capturando 11 cañones. El 24 de abril, su división fue derrotada en la Batalla de Neumarkt-Sankt Veit cuando Johann von Hiller contraatacó con una fuerza superior. Después de ocupar Salzburgo el 29 de abril, Wrede se movió hacia el suroeste contra la Rebelión tirolesa. Hizo retroceder a los tiroleses irregulares en Lofer el 11 de mayo y derrotó a los tiroleses y regulares mixtos de Franz Fenner en Waidring al día siguiente. El 13 de mayo, desempeñó un papel importante en aplastar la división de Johann Gabriel Chasteler de Courcelles en la Batalla de Wörgl.
Después de la derrota francesa en la Batalla de Aspern-Essling, Napoleón I de Francia llamó a la división de Wrede a Viena como refuerzo. Al principio , la división de Wrede estuvo en reserva en la Batalla de Wagram. En la tarde del 6 de julio, los bávaros fueron enviados a la batalla en apoyo del célebre ataque de Etienne Jacques Joseph MacDonald. En una carga exitosa contra el pueblo de Sussenbrunn, Wrede fue rozado por una bala. Temiendo que la herida fuera fatal, le dijo a MacDonald: "Dile al emperador que muero por él. Le recomiendo a mi esposa e hijos". Al ver que la lesión de Wrede era menor, el general francés sonrió y respondió: "Creo que usted mismo podrá hacerle esta recomendación". El general avergonzado se levantó y siguió al frente de sus tropas.

## Carrera posterior

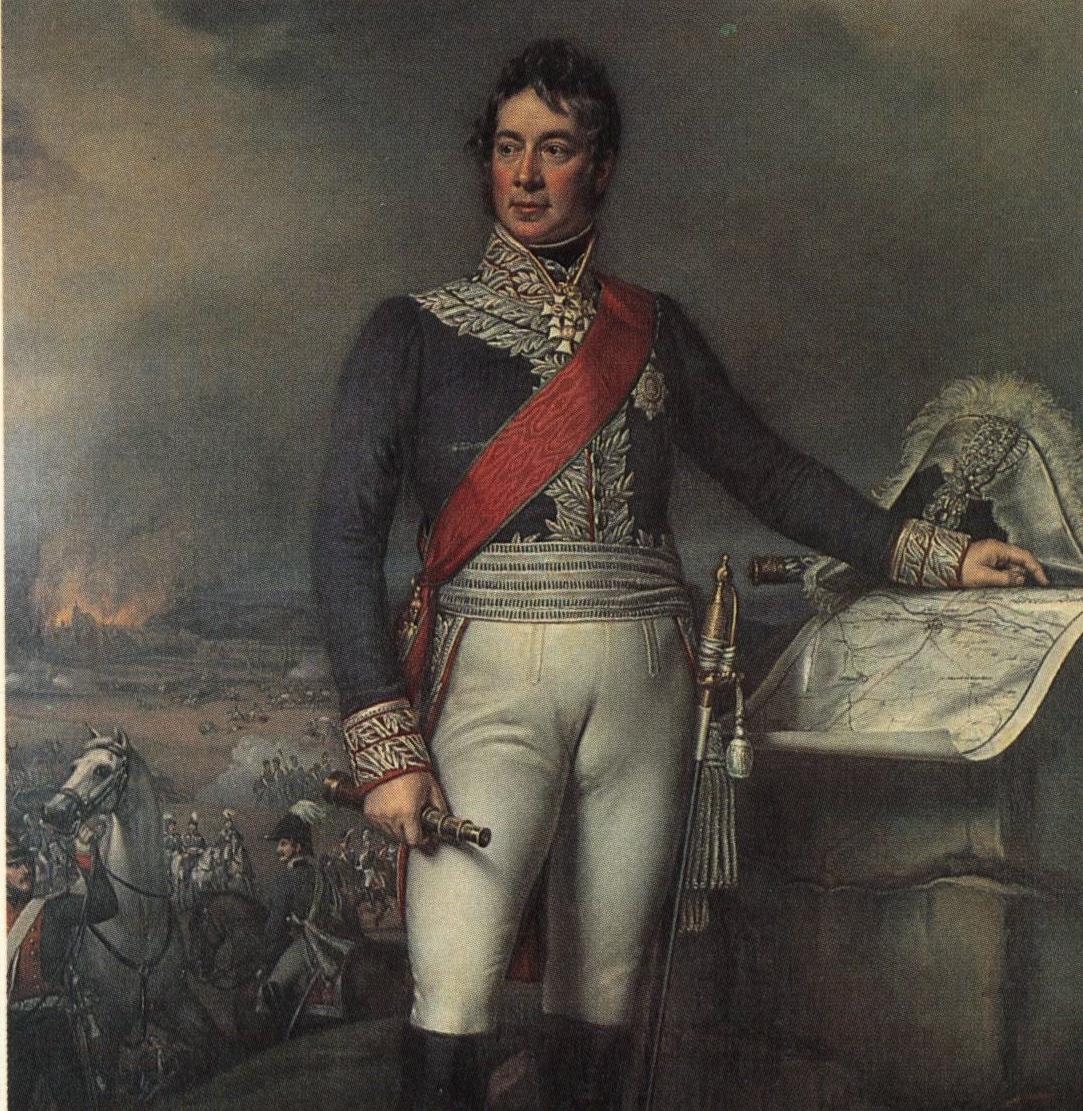
Mariscal de campo Carl Philipp Fürst von Wrede, 1815

Los bávaros fueron durante varios años los aliados activos de Napoleón, y Wrede dirigió el cuerpo bávaro que luchó en Rusia en 1812. Justo antes de la Batalla de Leipzig en octubre de 1813, negoció el Tratado de Ried entre Austria y Baviera, por lo que Baviera cambió de bando. Wrede luego luchó con los aliados contra Napoleón. Después de Leipzig, trató de bloquear el escape francés en la Batalla de Hanau el 30 y 31 de octubre. Al ver las disposiciones iniciales de los ejércitos bávaros en la batalla, se dice que Napoleón dijo de Wrede: "Lo nombré conde, pero no pude convertirlo en general". Wrede posicionó mal a sus tropas y Napoleón rompió una de sus alas, causando 9.000 bajas. En 1814 fue creado príncipe y mariscal de campo. Wrede representó a Baviera en el Congreso de Viena.
Murió en Ellingen. Von Wrede fue sin duda el principal soldado bávaro de su época, ganando más de 100 batallas a lo largo de su vida.